# Имара
И́мара (эст. Imara), ранее И́мари (эст. Imari) — деревня в волости Сааремаа уезда Сааремаа, Эстония.

## География и описание
Расположена на полуострове Сырве, в 20 километрах от волостного и уездного центра — города Курессааре. Высота над уровнем моря — 10 метров.
Климат умеренный. Официальный язык — эстонский. Почтовый индекс — 93213.

## Население
По данным переписи населения 2021 года, в Имара насчитывалось 30 жителей, из них 29 (96,7 %) — эстонцы.
По данным переписи населения 2011 года, в деревне также проживали 30 человек, все — эстонцы.
Численность населения деревни Имара по данным переписей населения:
| Год  | 1959 | 1970 | 2000 | 2011 | 2021 |
| ---- | ---- | ---- | ---- | ---- | ---- |
| Чел. | 50   | ↘ 48 | ↘ 31 | ↘ 30 | → 30 |

## История
Деревня впервые упоминается в 1798 году (Im̄era).

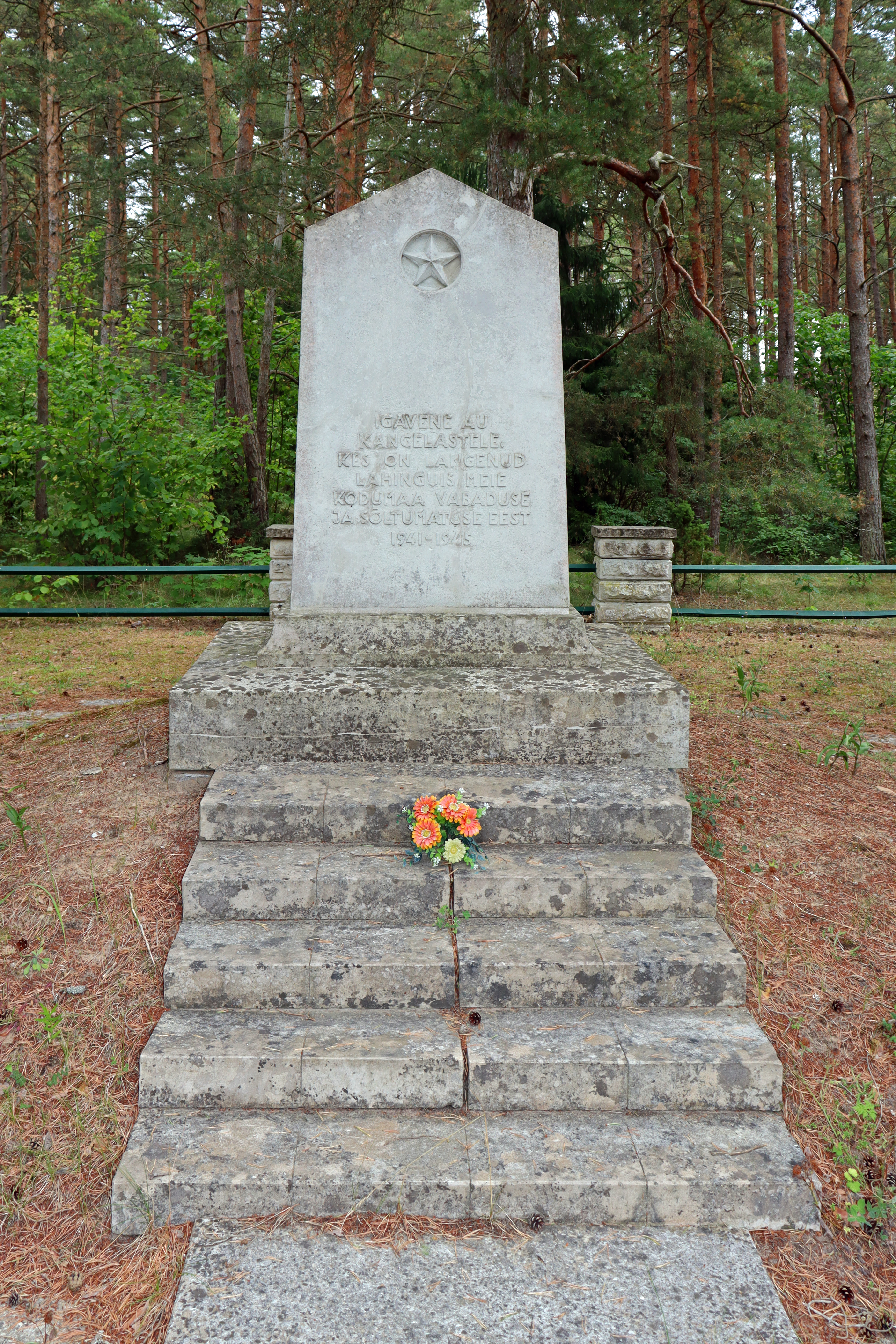
Советский памятник на братской могиле павших в II мировой войне в Имара. Демонтирован в 2023 году, останки красноармейцев перезахоронены на кладбище Сайкла-Нымме

В 1850‐х годах в деревне была открыта вспомогательная школа апостольской православной церкви, которую в 1882 году перевели в посёлок Салме.
В 1939 году епископ Эстонской методистской церкви заложил в Имара краеугольный камень церкви «Бтаания» («Btaania»), которая не была построена из-за начавшейся войны.
На территории деревни, у шоссе Курессааре—Сяэре находилась братская могила воинов Советской армии, павших во Второй мировой войне, исторический памятник с 1997 до 2023 года. Согласно опубликованному 30 ноября 2022 года решению рабочей группы по советским памятникам при Госканцелярии Эстонии памятник на могиле с текстом «Вечная слава героям, павшим за свободу и независимость нашей Родины 1941—1945» был признан «красным монументом» и подлежал ликвидации. 10 мая 2023 года была произведена эксгумация останков. Найденные останки 9 красноармейцев были перезахоронены 12 июля на кладбище Сайкла-Нымме.
На расположенном на территории деревни кладбище Ансекюла есть другая братская могила советских воинов, павших во Второй мировой войне (исторический памятник с 1997 до 2023 года). На установленном в 1949 году обелиске была надпись «Вечная слава героям, павшим в боях за свободу и независимость нашей Родины 1941—1945». Памятник также был признан «красным», демонтирован весной 2023 года и заменён на т.н. нейтральный с надписью «Жертвы Второй мировой войны» (см. Список советских военных памятников Эстонии).

## Комментарии
1. ↑  Эстонские топонимы, оканчивающиеся на -а, не склоняются и не имеют женского рода (исключение — Нарва)[6].